# Kapelle (Wetzleberg)

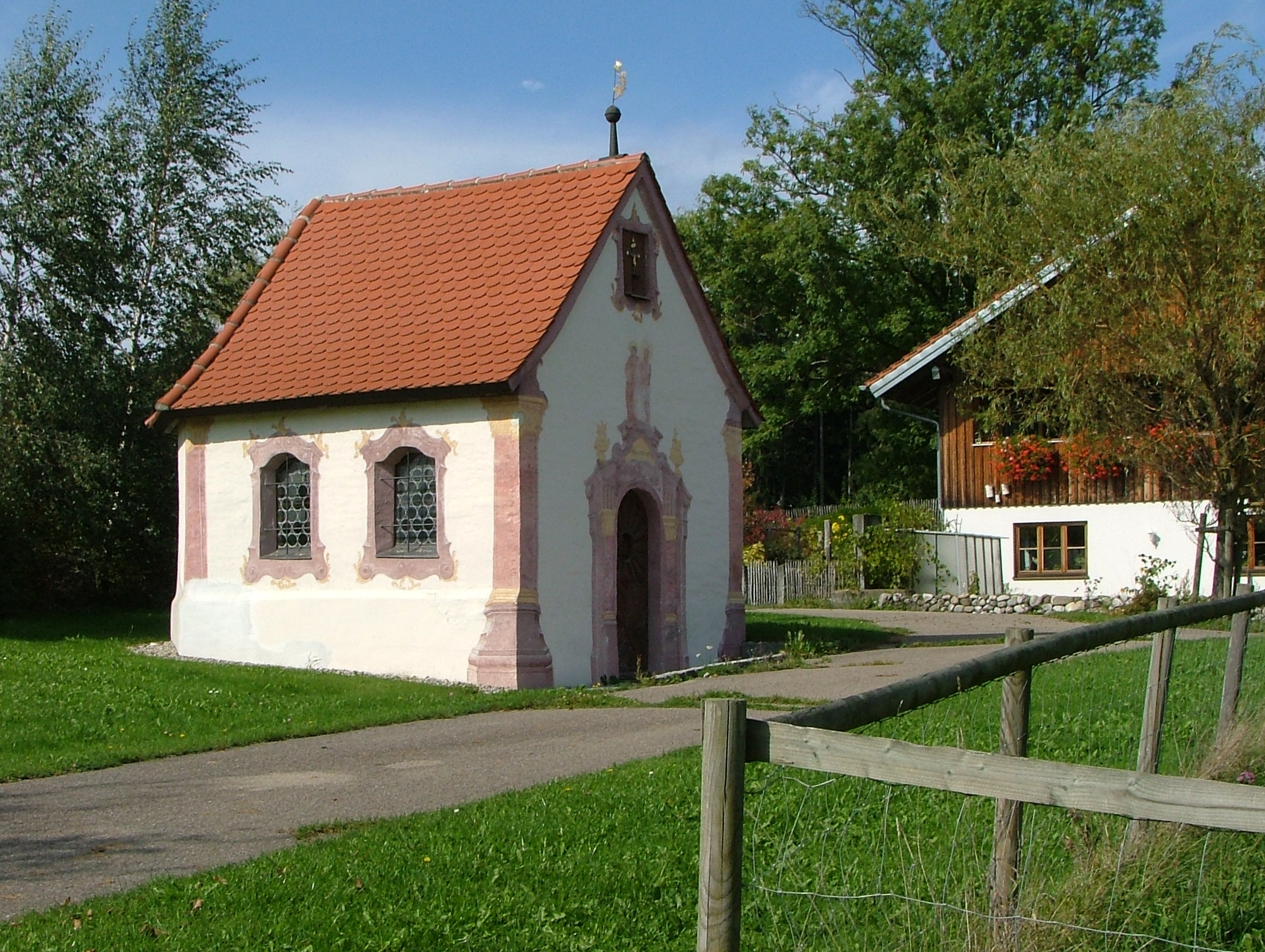
Kapelle in Wetzleberg

Die römisch-katholische Kapelle befindet sich in Wetzleberg, einem Ortsteil von Altusried im Landkreis Oberallgäu (Bayern). Die Kapelle, welche laut Inschrift 1772 erbaut wurde, steht unter Denkmalschutz und erhielt 1782 eine Messerlaubnis. Eine Renovierung der Kapelle fand 1915 statt. Sie besteht aus einem kleinen Langhaus mit zwei Fensterachsen das dreiseitig geschlossen ist. Im Inneren befindet sich auf einem Gesims ein Tonnengewölbe.
Der Altar vom Anfang des 18. Jahrhunderts besitzt die Form eines polygonalen Tabernakels, welcher mit gedrehten Säulen besetzt ist. Des Weiteren befindet sich die Holzfigur eines Wieschristus auf dem Altar. Dieser ist von zwei kleineren Holzfiguren, die heilige Bischöfe, darstellen flankiert. Darüber befindet sich das Herz Jesu und zwei Putten. Die Deckenfresken zeigen die Krönung Mariens und die vier Kirchenväter. Ein Jesusmonogramm findet sich auf der Eingangstüre.